# Deutscher Bauernverlag
Der Deutsche Bauernverlag war ein Verlag in Ost-Berlin von 1946 bis 1959.

## Geschichte

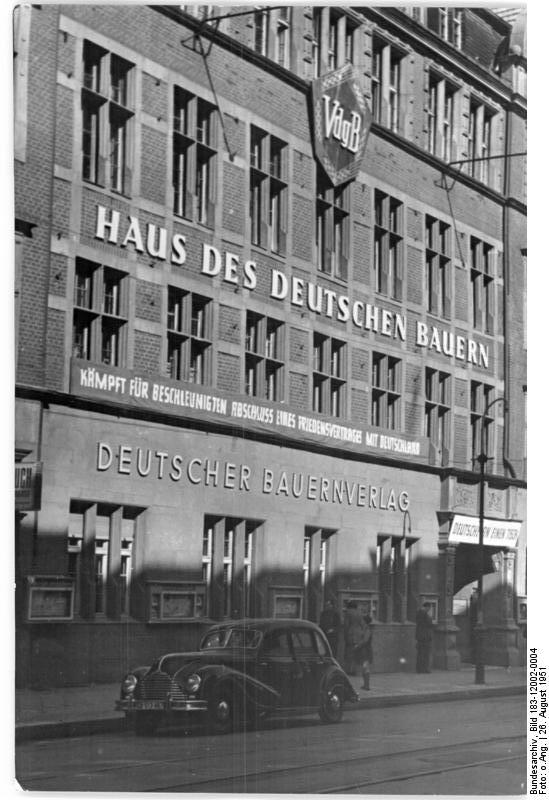
Deutscher Bauernverlag im „Haus des deutschen Bauern“, 1951, heute Hans-Dietrich-Genscher-Haus

1946 wurde die Deutsche Bauernverlag G.m.b.H. gegründet. Ihr Sitz war in der Reinhardtstraße 14 in Berlin-Mitte. Er wurde der wichtigste Verlag für landwirtschaftliche Literatur  in der Sowjetischen Besatzungszone und der DDR.
Der Schwerpunkt lag auf Publikationen für kleinere bäuerliche Landwirtschaft, Gartenbau und Kleintierhaltung.
Es wurden auch Fachzeitschriften, wie Der freie Bauer, Die Landjugend und die Leipziger Bienenzeitung herausgegeben.
Am 1. Januar 1960 wurde der Deutsche Landwirtschaftsverlag als Nachfolger gegründet. Dessen Schwerpunkte lagen stärker auch auf industrieller Landwirtschaft und agrarwissenschaftlicher Literatur.